# Agía Sofía (Messénie)
Agía Sofía (grec moderne : Αγία Σοφία) est une localité située dans le dème du Magne-Occidental, dans le district régional de Messénie, dans la périphérie du Péloponnèse, en Grèce.
Selon le recensement de 2021, elle compte 3 habitants.